# Середній бомбардувальник

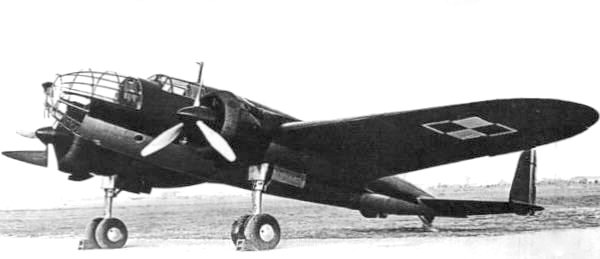
Польський PZL.37 Łoś

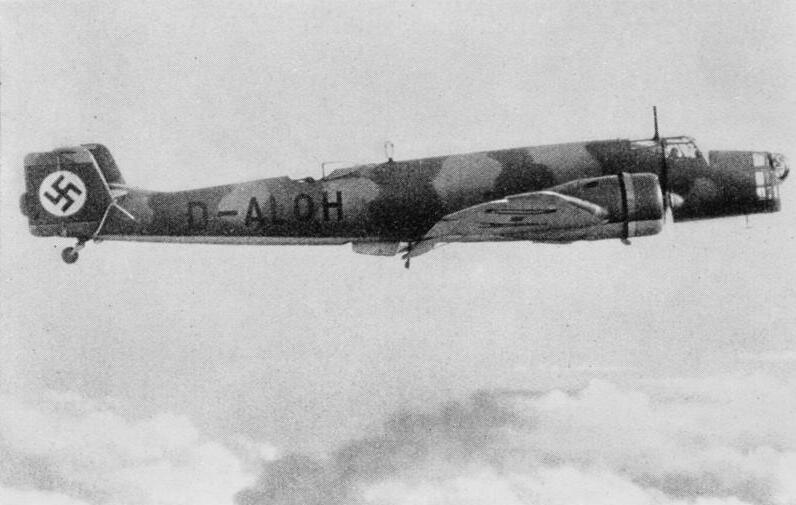
Німецький Junkers Ju 86

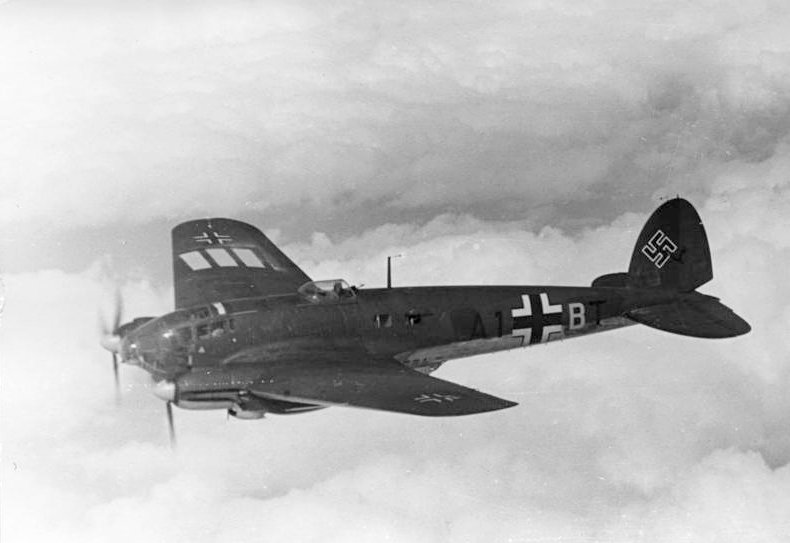
Німецький Heinkel He 111

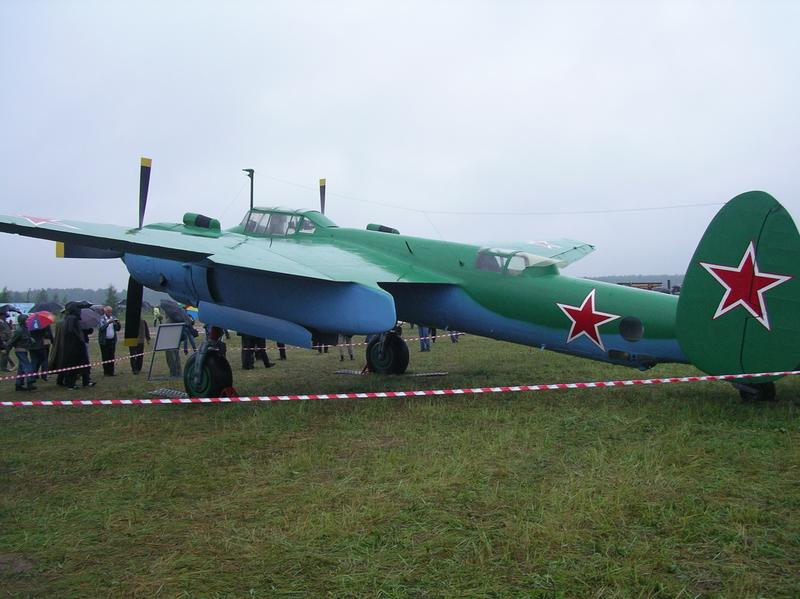
Радянський Ту-2

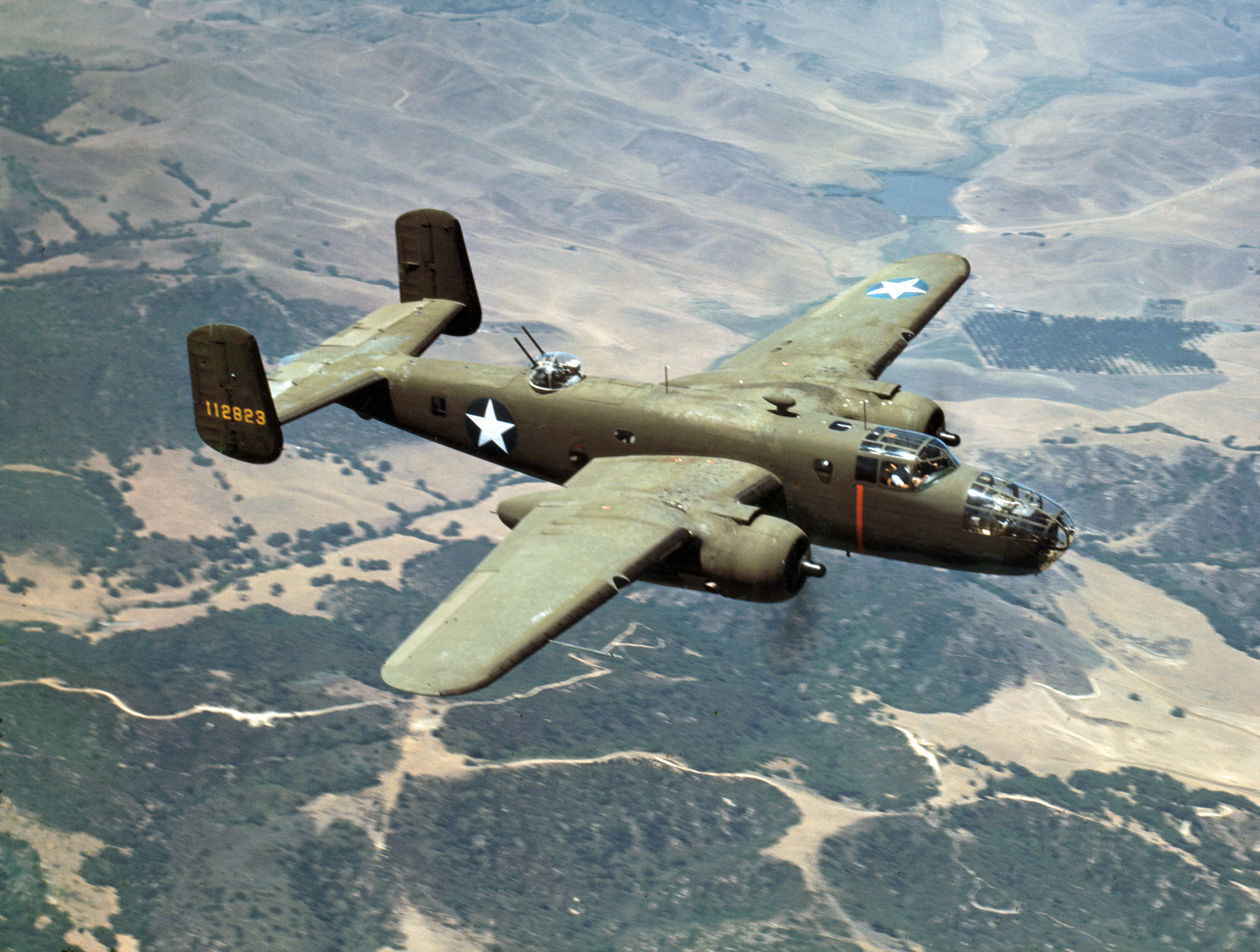
Американський B-25 Mitchell

Сере́дній бомбардува́льник — за класифікацією часів Другої світової війни, різновид бомбардувальника, призначеного для ураження наземних (підземних) або надводних (підводних) об'єктів за допомогою бомбового озброєння на середніх (оперативних) відстанях. Середнім бомбардувальником вважався бомбардувальник, який був здатний доставити близько 4 000 фунтів (1800 кг) боєприпасів на відстань від 1500 до 2000 миль (2 400 до 3 200 км).

## Відомі середні бомбардувальники

### Передвоєнні версії
- Armstrong Whitworth Whitley
- Bloch MB.210
- CANT Z.1007
- Douglas B-18 Bolo
- Douglas B-23 Dragon
- Dornier Do 23
- Fiat BR.20
- Handley Page Hampden
- Heinkel He 111
- ДБ-3
- Junkers Ju 86
- Lioré et Olivier LeO 45
- Martin B-10
- Mitsubishi G3M
- Mitsubishi Ki-21
- PZL.37 Łoś
- Savoia-Marchetti SM.79 Sparviero
- Vickers Wellington

### Часів Другої світової
- de Havilland Mosquito
- Dornier Do 217
- Іл-4
- Junkers Ju 88
- Martin B-26 Marauder
- Mitsubishi G4M
- Mitsubishi Ki-67
- Nakajima Ki-49
- North American B-25 Mitchell
- Ту-2
- Ер-2
- Yokosuka P1Y

### Післявоєнні версії
- Boeing B-47 Stratojet
- Convair B-58 Hustler
- English Electric Canberra
- Іл-28
- Martin B-57 Canberra
- Douglas A-3 Skywarrior
- North American A-5 Vigilante
- Dassault Mirage IV
- Grumman A-6 Intruder
- Blackburn Buccaneer
- General Dynamics F-111 Aardvark